# Dina Shihabi
Dina Shihabi (en árabe: دينا الشهابي‎; nacida el 21 de septiembre de 1989) es una actriz de Arabia Saudita que trabaja en los Estados Unidos.

## Primeros años y educación
Shihabi nació en Riad, Arabia Saudita, y se crio en Arabia Saudita, Beirut y Dubái. Su familia es de origen árabe y europeo. Ella describió su origen multiétnico como tal: "Me considero árabe europea porque mi padre Ali Shihabi es mitad saudí, mitad noruego, y mi madre Nadia es mitad palestina, mitad alemana y haitiana, pero se crio en Francia. Dijo que le gustaba ver películas desde una edad temprana. El padre de Shihabi es comentarista de política saudí y ex banquero. Fue presidente del Saudi Hollandi Bank.

## Carrera
A los 11 años, comenzó a tomar lecciones de baile con Sharmila Kamte, una renombrada profesora de baile en el Estudio Chaloub del Centro de Artes y Teatro Comunitario de Dubái, conocida como la "reina del baile" de los Emiratos Árabes Unidos. Se convirtió en miembro de su equipo de danza profesional moderna.
En Dubái asistió a la Escuela Al Mawakeb, la Escuela Internacional de los Emiratos y la Academia Estadounidense de Dubái. Shihabi actuó en numerosas obras escolares y su maestra, Nancy Mock, animó a seguir una carrera como actriz.
A los 18 años, Shihabi se mudó a la ciudad de Nueva York en 2007 y comenzó a seguir una carrera en la actuación; esto se convirtió en una profesión de tiempo completo para ella en 2010. Asistió a la American Academy of Dramatic Arts durante dos años. En 2011, fue aceptada tanto en Juilliard como en el Programa de Posgrado en Actuación de la Escuela de Artes Tisch de la NYU. Aunque Shihabi no completó una licenciatura de 4 años (asistió a la Academia Estadounidense de Artes Dramáticas, un Conservatorio de Actuación de 2008 a 2010), NYU renunció al requisito de una licenciatura, y se graduó con su MFA en 2014. Es la primera mujer nacida en Medio Oriente en ser aceptada en los programas de posgrado en actuación de Juilliard y NYU, así como la primera mujer de Arabia Saudita aceptada en estas instituciones.
En febrero de 2019, se anunció que Shihabi fue elegida para el papel principal de Dig 301 para la segunda temporada de la serie de ciencia ficción de Netflix, Altered Carbon. En agosto de 2023 se estrenó la serie Medicina Letal también en Netflix, en la que desarrolla uno de los roles protagonistas.

## Vida personal
Dina disfruta bailar como pasatiempo.
El dialecto árabe nativo de Shihabi es una forma de árabe levantino.

## Filmografía
| Año  | Título             | Papel                            | Notas                               |
| ---- | ------------------ | -------------------------------- | ----------------------------------- |
| 2011 | David              | Aishah                           | [ 14 ]                              |
| 2013 | Ben                | Gril                             | Cortometraje                        |
| 2014 | Amira & Sam        | Amira Jafari                     | Primel papel protagónico            |
| 2015 | Cigarette Soup     | Zarmina                          |                                     |
| 2016 | Cul-de-Sac         | Jess                             | Cortometraje                        |
| 2016 | Madam Secretary    | Hijriyyah Al Bouri               |                                     |
| 2017 | Cherry Pop         | The Cherry's Fiancé              |                                     |
| 2018 | Daredevil          | Neda Kazemi                      | Episodios: "Resurrection"; "Please" |
| 2018 | Jack Ryan          | Hanin Suleiman                   | Protagonista (Temporada 1)          |
| 2019 | Ramy               | Nour                             | Episodio: "Between the Toes"        |
| 2020 | Altered Carbon     | Dig 301                          | Protagonista (Temporada 2)          |
| 2022 | Archivo 81         | Melody Pendras                   | Protagonista                        |
| 2022 | These Are the Ways | Madre del bebé de Anthony Kiedis | Videoclip                           |
| 2023 | Ghosts of Beirut   | Lena                             | Series de Showtime                  |
| 2023 | Painkiller         | Britt Hufford                    | 6 episodios                         |